# Генрих III (граф Нассау-Бреды)
Генрих III Нассау-Дилленбург-Диц (12 января 1483, Зиген — 14 сентября 1538, Бреда) — граф Нассау-Дилленбург (1504—1538) и Нассау-Байльштайн (1525—1538), сеньор (с 1530 года барон) Бреды, штатгальтер Голландии и Зеландии (1515—1521).

## Биография
Старший сын графа Иоганна V Нассау-Дилленбургского (1455—1516) и Елизаветы Гессен-Марбургской (1466—1523), дочери Генриха III, ландграфа Гессен-Марбурга. Его младшие братья — граф Иоганн Нассау-Вианден (1484—1504) граф Вильгельм I Нассау-Дилленбург (1487—1559), отец Вильгельма Молчаливого.
Энгельберт II фон Нассау (1451—1504), граф Нассау-Дилленбургский и Вианденский (1475—1504), дядя Генриха, пригласил своего племянника в Бургундские Нидерланды в качестве своего преемника. Генрих путешествовал с бургундским герцогом Филиппом Красивым по Кастилии в 1501—1503 годах.
В 1504 году после смерти своего дядя Энгельберта Генрих унаследовал владения Нассау в Нидерландах, в том числе сеньорию Бреда в герцогстве Брабант. В следующем году стал кавалером Ордена Золотого руна. Он вновь посетил Испанию в 1505—1506 годах. Генрих Нассау-Дилленбург стал доверенным лицом молодого короля Карла V Габсбурга, который в 1510 году назначил его своим камергером. В 1521 году после смерти Вильгельма де Кроя (1458—1521), герцога де Сопа и Арчи, Генрих Нассау-Дилленбург получил должность главного камергера.
В 1519 году граф Генрих Нассау-Дилленбургский входил в состав делегации, присутствовавшей при избрании Карла V Габсбурга королем римским. Он также присутствовал на коронации императора в Болонье в 1530 году. Был членом Тайного совета германского императора Карла V (с 1515 года) и эрцгерцогини Маргариты Австрийской в 1525—1526 годах.
В 1515—1521 годах граф Генрих Нассау-Дилленбург временно занимал должность штатгальтера завоеванных частей Гельдерна и штатгальтера Голландии и Зеландии. Генрих посещал Испанию в 1522 и 1530 годах (где сопровождал Карла V) и в 1533—1534 годах, находясь в свите его жены и сына.

## Военачальник
Генрих Нассау-Дилленбург был одним из военачальников в Нидерландах, он защищал Брабант от герцога Гельдернского в 1508 году. В 1511—1513 годах в чине капитан-генерала он участвовал в войне против Гельдернского герцогства, на стороне Максимилиана Габсбурга он сражался против Франции до 1514 года, участвовал в битве при Гинегате (1513). В 1516—1521 годах Генрих Нассау-Дилленбург вторично участвовал в военных действиях против Гельдерна и Франции, победил чёрную банду, которая находилась на службе у герцога Карла Гельдернского, в 1518 году одержал победу над Робертом де Ламарком, правителем Седана. В 1521 году он участвовал в отражении французского короля Франциска I, который вторгся в графство Эно. Впоследствии Генрих захватил город Турне.

## Убеждения
Хотя Генри, который присутствовал на Аугсбургском рейхстаге в 1530 году, вначале поддержал Мартина Лютера и его учение, но затем он последовал примеру Карла Габсбурга и остался убежденным католиком. Он не одобрял выбор своего брата Вильгельма, который действительно стал лютеранином, но продолжал его поддерживать на протяжении всей своей жизни. Он был очень впечатлен искусством эпохи Возрождения, примеры которого он видел во время своих поездок в Испанию и Италию. К примеру, он заказал итальянскому архитектору Томассо Иинсидору да Болонья, чтобы он полностью восстановил его замок Бреда в стиле Ренессанса в 1536 году. Тем не менее, его интересы, кажется, были поверхностными. Эразм Роттердамский считал его «платоническим другом науки».

## Семейная жизнь и смерть
Генрих Нассау-Дилленбургский женился трижды:
3 августа 1503 года Генрих III женился первым браком на Луизе-Франсуазе Савойской (ок 1486 — 17 сентября 1511). У них не было детей.
В мае 1515 года Генрих III женился вторично на Клавдии де Шалон (1498 — 31 мая 1521). У них был один сын, Рене де Шалон (5 февраля 1519 — 18 июля 1544), который стал принцем Оранским в 1530 году в связи со смертью брата Клавдии Филибера .
26 июня 1524 года Генрих III женился в третий раз на Менсии де Мендоса-и-Фонсека (30 ноября 1508 — 4 января 1544). У них был один сын, родившийся в марте 1527 года, который прожил всего несколько часов. Его третий брак с Менсией де Мендоса у Фонсека обнадежил императора Карла V, как часть его плана, чтобы породнить дворянство Испании и других европейских стран. Генрих Нассау-Дилленбургский не любил испанцев, которые считали его громким и немецкой выскочкой.
В 1538 году после смерти 55-летнего Генриха Нассау-Дилленбургского его преемником стал его единственный сын, Рене де Шалон, который погиб в бою через шесть лет.